# 19世纪
| 千纪： | 1千纪 \| 2千纪 \| 3千纪                                                                                              |
| 世纪： | 16世纪 \| 17世纪 \| 18世纪 \| 19世纪 \| 20世纪 \| 21世纪 \| 22世纪                                                   |
| 年代： | 1800年代 \| 1810年代 \| 1820年代 \| 1830年代 \| 1840年代 \| 1850年代 \| 1860年代 \| 1870年代 \| 1880年代 \| 1890年代 |

1801年1月1日至1900年12月31日的这一段期间被称为19世纪。該世紀屬於「不列顛治世」初期與全盛時期，這段期間最顯著的是英國、西歐與北美因1840年工業革命促成的技術與經濟上的進步。英國是19世紀遙遙領先的世界大國和海上霸主，有着當時「世界工廠」的稱號，亦是世界上第一個工業革命和工業化的國家，西方資本主義的倡導者，並且是早期議會民主制的誕生地，無論在科學技術還是文學藝術水平亦有顯著的貢獻。連帶的，各種自然科學學科，如物理、化學、生物學、地質學等皆逐漸，並影響到社會科學（包含社會學、人類學、歷史學等）的誕生或重塑。另一方面，英國透過強大的生產力與武器，成功殖民世界大多數地區，並以傾銷的方式促進許多古文明國度，如中國、印度既有的社會與經濟體系走向“現代化”。
此外，民族主義興起，使多數歐洲民族建立起屬於自己的現代國家，並開始建立與保存本國的歷史與文化。
社會上，大量的社會衝突不停發生，使得社會主義勢力逐漸地得到擴張，這其中又以深深觸發下一世紀冷戰的馬克思主義最為著名。
在藝術上，上世紀流行的新古典主義藝術逐漸被浪漫主義替代，後來受到科學與工業革命的刺激，歐洲又開始朝向寫實主義發展，希望透過繪畫、文學、音樂與攝影等方式捕捉現實生活的各種情境與人物，這其中又以印象派最為著名。

## 歷史
19世纪对于全世界都是一个动荡的世纪，中国爆发太平天國之亂，欧洲在拿破仑的铁蹄下变成一片焦土，英國进行着工业革命，而俄罗斯也进行农奴制的改革，德意志走向统一，奥斯曼帝国旗下的阿拉伯民族纷纷征求独立，印度爆发反英战争，日本开始维新，美国逐步成为美洲第一强国。

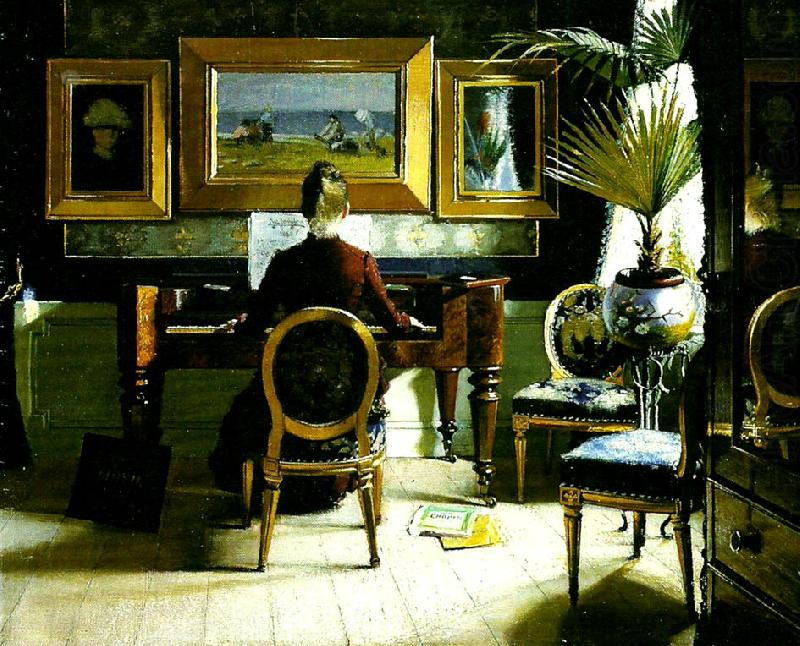
19世紀挪威生活的油畫

### 東南亞
- 緬甸：1886年，貢榜王朝滅亡，英國將緬甸納為英屬印度的一省，並將首府設於仰光。
- 暹羅在拉瑪四世（蒙固王）統治時代，暹羅開始受到歐洲列強的壓迫。1855年，英國迫使拉瑪四世簽訂了第一個不平等條約。深感西方技術文化先進的拉瑪四世開始在國內推行現代化，力圖使暹羅向歐洲的國家模式靠攏。他的繼承人拉瑪五世（朱拉隆功大帝）大刀闊斧地對國家進行改革。拉瑪五世鼓吹某種民族主義君主制。在他的鼓勵下，暹羅的封建制度幾乎被掃除，開始向現代資本主義社會發展。拉瑪五世被迫向英國和法國割讓領土，但也因此讓暹羅免於變成列強的殖民地。
- 馬來半島：1824年英國與荷蘭簽署1824年英荷條約，最終確立英國對馬來亞的霸權，同時也決定當代馬來西亞的雛形。1826年，英國把檳城（即檳榔嶼）、馬六甲、新加坡與納閩聯合組成海峽殖民地。海峽殖民地最初由位於加爾各答的東印度公司所管理，其後檳城與新加坡先後成為這個殖民地行政中心。直到1867年，其行政權由印度總督移交給倫敦的殖民地事務大臣管理。華僑習慣稱其為「叻嶼島甲」或「三州府」。在19世紀裡，英國與馬來亞的其它蘇丹國簽署協議，在這些國家中設立代辦，幫助蘇丹管理其國事，這些代辦很快就成為這些國家的真正統治者。
- 東印度群島：由荷蘭統治。
- 菲律賓群島：在19世紀，西班牙在教育上加大投資。通過在1863年12月20日的教育法令，西班牙女王伊莎貝拉二世下令建立免費的公共教育系統。西班牙語作為傳授語言。這個使得受過教育的菲律賓人數量增加。此外，1869年蘇伊士運河的開通縮短了行駛至西班牙的時間。這個使得在西班牙和歐洲學習並且擴寬視野的菲律賓人增加。1898年爆發美西戰爭，12月10日，西班牙被美國打敗，簽署巴黎條約，美國政府給西班牙2,000萬美元購買菲律賓主權，美國統治時期開始。
- 越南:1861年（嗣德十四年）法軍在對華作戰後全力進侵南圻。1862年（嗣德十五年），迫使阮朝簽訂第一次《西貢條約》，割讓邊和、定祥、嘉定等地給法國。1883年中法戰爭後，中國喪失其原宗主國地位。1882年簽訂第一次順化條約,1884年簽訂第二次順化條約後淪為法國保護國。
- 新加坡於1826年成為海峽殖民地，受到英屬印度當局的管轄。1832年，新加坡成為海峽殖民地的政府所在地。1867年4月1日，海峽殖民地正式成為英國的直轄殖民地，由位於倫敦的殖民地辦公室直接管轄。

隨着1860年代中蒸汽船的發展以及1869年蘇伊士運河的開通，新加坡成為航行於東亞和歐洲之間船隻的重要停泊港口。1870年代前後，隨着當地橡膠種植業的發展，新加坡也成為全球主要的橡膠出口及加工基地。到19世紀末，新加坡獲得前所未有的繁榮，1873年到1913年間，當地的貿易增長八倍。經濟的發展也吸引區域內的移民。到1860年，人口已經增長到80,792。

### 東亞
- 中國

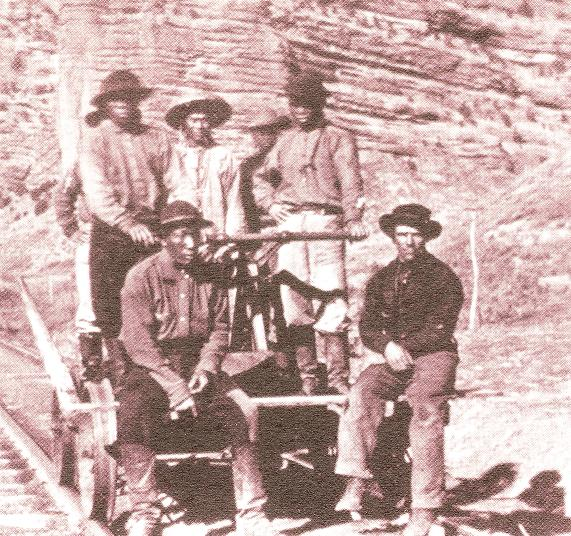
19世紀前往北美洲興建鐵路的中國勞工。

19世纪对于中国是个“革新”的世纪，这段时间中国先后爆发鸦片战争、太平天国、同治回乱、甲午战争、义和团运动等战争。當中這些對西方列強的戰爭與不平等條約一再的沖擊了中國人。關閉鎖國的清廷开始有“西学东鉴”的声音，由此西方的思想和学术开始大规模涌入中国。
- 日本

在德川幕府统治长达200多年后，长期闭关锁国的日本遭遇和中国一样的问题，政治保守，思想陈旧，封建意识的压迫，严重阻碍民族的进步。19世纪中期，一艘美国军舰来到江户湾，虽然只是请求上岸通商，但是最終卻導致倒幕運動，爆发推翻幕府统治的序幕。戊辰战争後，大政奉還,重新掌握政權的天皇家族主张西学，改变日本命运的明治维新运动开始。
- 朝鮮半島

19世纪的前期，由于朝鲜纯祖对天主教的排斥，这种政策实际上阻碍朝鲜的发展。受影响于日本变法的成功，朝鲜王室开始有效仿日本和主张“亲华抵日”的两种对垒。因两班制的影响，王权的实际力量大大削减，大部分的情报掌握于两班阶层甚至是贱民之手，王权无法亲眼见识到日本维新后的力量，这当然是无法压制住底层民众声音的。终于，这种低沉的压迫引发东学党事件，随之而来的，是日本的新式军队。朝鲜王室是存是留，何去何从，从此由列强掌控。
- 琉球群島

1847年（清道光二十七年、日本弘化四年），最後一位琉球國王尚泰王繼位。1853年5月，美國海軍准將佩里的艦隊第一次到達琉球。1854年3月，佩里在神奈川條約的簽訂過程中要求日本開放琉球的那霸港口。日方表示琉球是個主權國家，無權決定其港口開放權。
1854年7月11日，佩里與琉球國政府以漢文、英文兩種文字簽訂開放那霸港口的條約琉美修好條約。琉球海上貿易受到衝擊。
1871年，一群前往首里上繳年貢的琉球宮古島人回程時因颱風漂流至台灣東岸，部份被當地原住民殺害。後來中國政府將生還的琉球人送回國，但日本卻認為琉球人為日本屬國人民，日本以保護屬國人民為由，向中國交涉。
1872年，日本宣布琉球王國屬於日本的「內藩」，琉球群島是日本的領土。

### 歐洲
工業化國家的人們開始全面探索世界的每個角落與各個部落。可另一方面演化論與民族主義使他們逐漸產生白種人的負擔這種優越感，進而埋下20世紀前半葉種族屠殺的伏筆。

### 北美
伴随着世界的不宁静，美国也打响征服美洲的第一枪，在70年的时间里，美国的版图从大西洋延伸到太平洋。淘金热，自由女神的建立，西部铁路的开发，可以说美国正在大步迈向未来。对法、英、西班牙等其他美洲统治者集结主力在欧洲的时候，美国也对周边新兴起的民主国家蠢蠢欲动。先后发动对墨西哥、海地、古巴等国家的入侵。宗教上，美国的浸信会开始分裂，摩尔门教、耶和华见证人、共济会等纷纷在美洲这片热土上与殖民者的天主教势力作斗争。但是上帝很公平，在美国眼看进入中美洲的时候，爆发以南方种植园主以同一理由所率领的反叛。由此美国打响有史以来最为惨烈的战争。最终北军以解放黑奴的名义完胜。这个新兴的国家，若不是南部的叛乱，美国完全有能力保住墨西哥，从而打开进往南美洲的大门。19世纪末，由于美国的飞速发展，其实力远远超过同一时间扩张的其他欧洲列强。欧洲人开始大规模向美国迁徙。虽然世纪初美国还很弱小，甚至曾有英军火烧白宫等尴尬事件，但是到了19世纪末，美国毫无疑问的成了美洲的领头羊。“美国人”（American）这个词在英语里彻底代替了“美洲人”。

## 重要事件、发展与成就

### 天灾人祸

#### 1800年代
- 1804年海地大屠杀：1804年2月上旬至1804年4月22日，海地的让-雅克·德萨林下令对剩余的法国克里奥尔人进行屠杀，导致3,000至5,000人的各年龄和性别的法国人死亡，是一次种族灭绝事件。

#### 1810年代

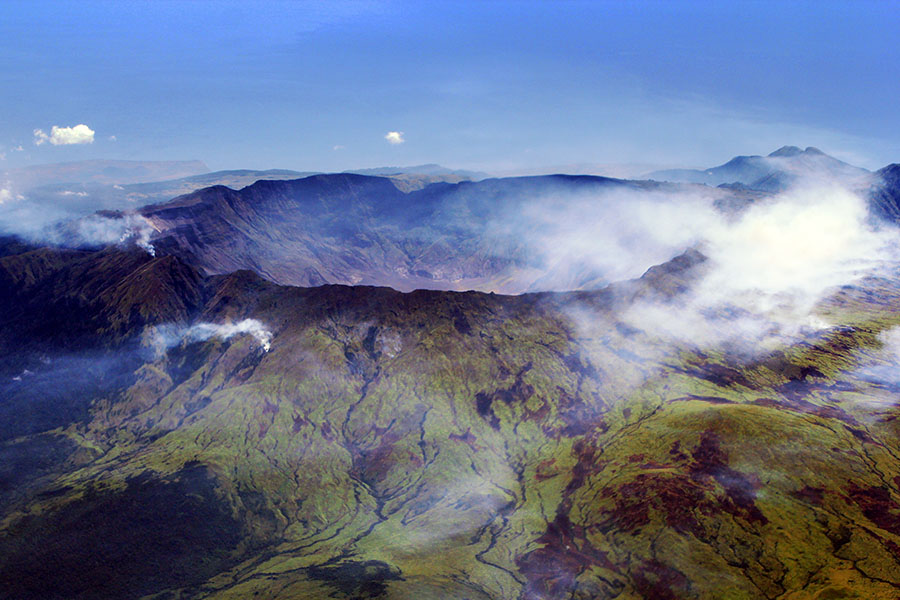
坦博拉火山的破火山口

- 坦博拉火山大爆发：1815年4月5日–12日，印尼松巴哇岛的坦博拉火山发生了人类历史上最大规模的火山爆发，等级为火山爆发指数7，释放超过1000亿立方米的物质[1] 在远在2,000公里外的苏门答腊岛也听见了这次爆发。大量的火山灰落在了远达婆罗洲、苏拉威西岛、爪哇岛和摩鹿加群岛的区域。至少有71,000人死亡，其中有11,000–12,000人是直接死于火山爆发；[1]大部分作者估计有92,000人死亡。
- 无夏之年：指1816年[2]。因为受1815年印尼坦博拉火山爆发的影响，北半球天气出现严重反常。欧洲、北美洲及亚洲都出现灾情，夏天出现罕见低温；欧洲及美洲农业生产受影响尤甚；亚洲气候亦受影响，中国云南因而出现饥荒（嘉庆云南大饥荒）。

#### 1820年代
- 1821年君士坦丁堡大屠杀：1821年，奥斯曼苏丹为报复希腊争取独立，下令屠杀君士坦丁堡的希腊人。据估计约有3万人被杀。
- 希俄斯大屠杀：1822年希腊独立战争期间，奥斯曼军队在希俄斯岛上杀死42000名希腊岛民的事件。
- 加隆贡火山大爆发：1822年10月8日，印尼西爪哇省的加隆贡火山发生强度达火山爆发指数（VEI）5级、历时一个月的火山爆发，引发的火山泥流造成逾4,000人死亡，火山碎屑流伸延至离火山10公里处。

#### 1830年代
- 1833年嵩明地震：1833年9月6日，中国云南嵩明发生一场8.0级地震[3]。地震倒塌房屋48888间，草房38733间，压死6700余人。据修复寺庙的碑记和后人调查资料统计，20座寺庙、亭阁等建筑崩倾倒塌，佛像倾裂。水济五孔石桥摇平，聚川桥、专龙桥震倒，镇水桥塌损。回族坟墓地开裂尺许。杨林的庙宇、民舍几乎倒尽[4]。

#### 1840年代

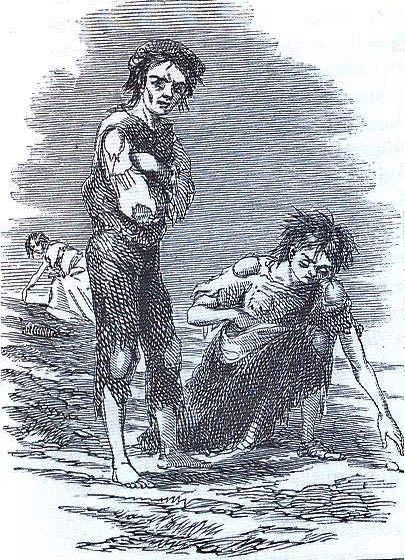
爱尔兰大饥荒中的Skibbereen，由倫敦新聞畫報委托英国科克郡画家James Mahony (1810–1879)制作而成。

- 1842年海地角地震：1842年5月7日，海地北部的一个重要海港、北部省首府海地角发生强度为8.1级地震并且出现大范围破坏性海啸，严重影响海地北部海岸和多米尼加共和国边境地区，大约有5000人死于地震，另有300人死于海啸。
- 爱尔兰大饥荒：一场发生于1845年至1852年间的饥荒[5]。在受大饥荒影响最为严重和同为爱尔兰语诞生之地的爱尔兰西部和南部，这段时期被则被称为[6]，意为坏时光（又译作“艰难时刻”）。而灾情最严重的1847年则被称为“黑色47年”[7][8] 。在大饥荒的影响下，约有100万人死于饥饿，另有超过100万人被迫离开爱尔兰[9]。大饥荒使爱尔兰当时的总人口减少了20%至25%[10]。
- 1850年西昌地震：1850年9月12日，中国四川西昌发生一场7.5级地震。城内城外及各乡场受灾户27,880余家，灾民135,382口，倒塌瓦屋、草房26,106间，压毙20,652人[11]。
- 太平天国运动：太平天国运动（1850年—1864年）是中国南部由自称耶稣之弟的客家人洪秀全发起的叛乱。很多资料称此乱总死亡人数为约20,000,000，另一些则称高达50,000,000，“一些史学家估计自然灾害和政治镇压可能在1850年—1865年间造成了200,000,000中国人丧生”。这一数字不像真的，因这近乎是1851年中国估计人口的一半。

#### 1850年代
- 湘军九江屠城：1858年4月，湘军李续宾部攻破九江，将城中近2万军民全部屠杀。李续宾的上司湖广总督官文在给咸丰帝的奏折中说：“城外勇冲杀而入，该逆（城内军民）无路可奔，号叫之声惨不可闻，自卯至午，歼除净尽……尸骸堆积，流水腥红。”对于湘军屠杀平民，官文这样解释：“奴才等查九江贼窟已阅六年，万余之贼顽梗负固，其中决无善类，设有胁从之民，必早投诚，设计逸出。”[12]

#### 1860年代

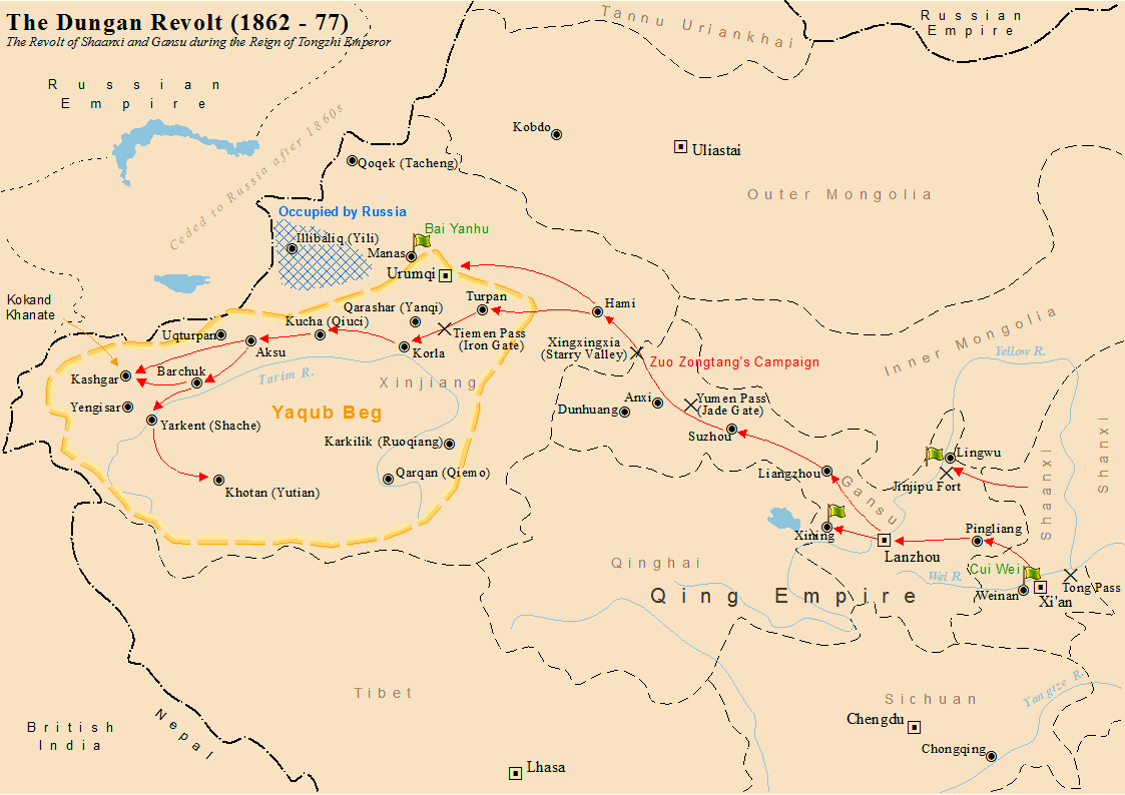
同治陕甘回乱

- 湘军安庆屠城：1861年8月，湘军曾国荃部攻破安庆，数万安庆军民被屠杀。曾国藩的幕僚赵烈文目睹了这次惨祸：“杀贼凡一万余人，男子髻龀以上皆死，……妇女万余俱为掠出”，“军兴以来，荡涤未有如此之酷者矣”。曾国藩的亲信李榕也称：“通计前后杀毙援贼、城外垒贼、降贼及城中之贼实有4万余人，军兴以来，杀劫此为最重。””[13]
- 同治陕甘回乱：1862年至1873年，发生在中国西北地区的一场大规模回民动乱，期间陕甘地区回汉族群之间存在大量残酷地屠杀行为。据统计，陕甘两省共损失人口总数2000万人[14][15][16]。
- 湘军南京屠城：1864年6月，曾国藩弟曾国荃率湘军攻破天京（今南京）后纵火杀掠。中央研究院近代史研究所创所所长郭廷以院士、在其所著《近代中国史纲》记载：“湘军‘贪掠夺，颇乱伍。中军各勇留营者皆去搜括’，……‘沿街死尸十之九皆老者。其幼孩未满二、三岁者亦被戳以为戏，匍匐道上。妇女四十岁以下者一人俱无（均被虏），老者负伤或十余刀，数十刀，哀号之声达于四方。’凡此均为曾国荃幕友赵烈文目睹所记，总计死者约二、三十万人。”是为湘军版的“南京大屠杀”[17][18][19][20][21][22]。
- 1868年阿里卡大地震：1868年8月13日，智利阿里卡附近（当时被秘鲁管辖）发生约9.1级地震，并引发灾难性的海啸，超过2.5万人丧生[23]。

#### 1870年代

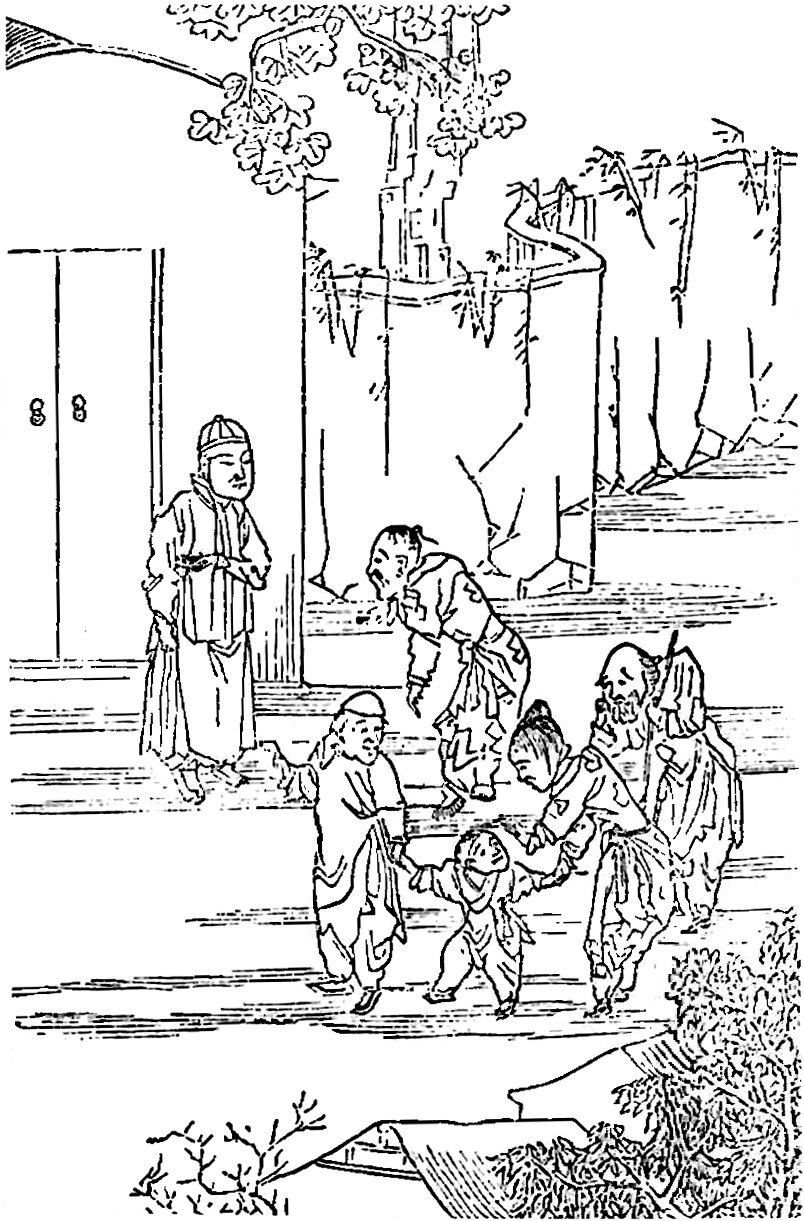
1878年畫，《中國饑荒》 (The Famine in China)。饑荒受難者被强迫把兒女給賣掉。

- 甲戌风灾：1874年9月22日到23日，一个强烈台风横过珠江口，先后吹袭香港及澳门，远至广州亦受灾害。在香港，台风造成2,000余人死亡，成为香港有记录至今第三多人死亡的风灾，风暴期间，千间房屋被摧毁，维多利亚港内十多艘远洋船只沉没，数百只中国帆船沉没。澳门约有5,000人死亡，以当年澳门人口约60,000人计，死亡人数之高，亦是澳门史上最多人死亡的风灾。中国广东香山县（Heung-san）的死亡人数超过20,000人，清政府位于鲤鱼门、汲水门 的税厂房屋亦倒塌。
- 丁戊奇荒：1875年至1878年，河南、山西、陕西、直隶、山东等地发生特大旱灾饥荒，尤以山西最严重，太原府100万人死95万。总死亡数计950万-2000万不等，也就是清朝人口的约2-4%[24]。
- 1879年武都地震：1879年7月1日，中国甘肃省武都城 （今甘肃省陇南市武都区）发生8.0级地震，此次地震造成巨大破坏，导致大约22000人死亡[25]。

#### 1880年代
- 喀拉喀托火山大爆发：1883年7月20日至10月，印尼巽他海峡的喀拉喀托火山发生等级为VEI-6的火山爆发，释放出250亿立方米的物质，远在毛里求斯岛都能够听到这次喷发的剧烈声响，是人类历史上最大的火山喷发之一，为火山爆发指数第6级。这次喷发以及继发的海啸摧毁了数百个村庄和城市，50000多人死于非命。原有的喀拉喀托火山的三分之二在爆发中消失。
- 1887年黄河决口：1887年9月30日至1889年1月20日，中国河南郑州下汛十堡（今惠济区花园口镇石桥村）发生黄河决口[26]，致使200多万（一说93万；一说最保守估计150万；一说700万）人罹难。清史研究学者夏明方称其为“近代中国人口损失最严重的一次洪水灾害”，英国密德萨斯大学国际关系学教授彼得·霍夫（Peter Hough）称其为“人类历史上最致命的自然灾害之一”。
- 北京瘟疫：1890年秋，北京有大疫[27]，当时的重臣潘祖荫、曾国荃、曾纪泽、彭玉麟、杨岳斌等皆病逝。户部左侍郎孙诒经患重病，“痰喘甚重”，不久去世。翁同龢在日记中说:“七日之中两哭吾友，伤已，子授亦谅直之友哉。”1891年1月1日醇亲王奕𫍽病逝。李鸿章的女婿张佩纶因服用金鸡纳霜痊愈。

#### 1890年代

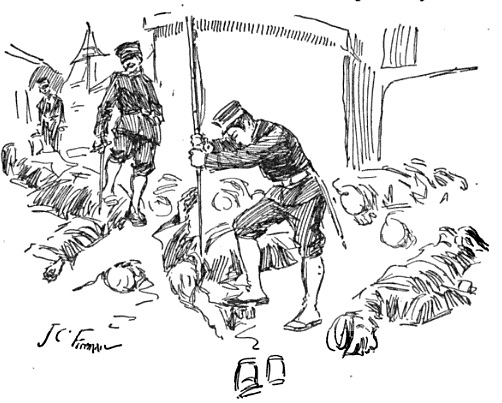
一份西方報紙登載日軍在甲午战争中执行旅顺大屠杀殘害中國人的素描。

- 金丹道事件：1891年11月，中国内蒙古东南部并波及辽宁、吉林、河北三省的金丹道教徒爆发武装暴乱，据《朝阳县志》记载，仅朝阳、建平两县蒙古人、汉人死亡人数就高达10万人。叶志超在奏折中则称，两个月的暴动中只有两万人死亡。1990年阜新蒙古族自治县的调查报告认为，十天内约1万土默特左旗境内蒙古族被叛军屠杀，1,000个村屯被袭击烧毁，十几万蒙古人被迫背井离乡。
- 哈米德大屠杀：1894年至1896年，奥斯曼帝国境内对亚美尼亚人的杀戮，估计伤亡人数从80,000到300,000不等，并导致50000名儿童成为孤儿。
- 1894年香港鼠疫：是19世纪末至20世纪初鼠疫第三次全球大流行中的一次重要爆发。1894年5月至10月，在香港大流行的鼠疫导致2000人以上丧生，三分之一的人口逃离香港。此后至1926年的30年间，鼠疫几乎每年都在香港出现，总共导致超过2万人死亡。通过香港的海上交通，源于中国云南的这次鼠疫大流行在1894年以后辗转传播各地，最终遍及全球所有有人类居住的各大洲。
- 旅顺大屠杀：1894年11月21日至24日，中日甲午战争期间日军攻陷旅顺，对城内进行4天3夜的抢劫、屠杀和强奸，超过二万人遇害，屠杀过后全市仅剩三十六人被留下埋葬居民尸体，遇难者葬于白玉山东麓的安葬岗，今称“万忠墓”[29][30]。
- 乙未河湟事变：1895年至1896年，中国青海、甘肃穆斯林民族发动反清起义，源于同一教派的两大苏菲门派之间的暴力争端。瓦哈比派激励依赫瓦尼派组织并加入其中鼓励起义，结果被忠于清朝政府的穆斯林击溃。大约100,000人在此乱中死亡。
- 乙未战争扫荡：1895年5月29日至11月18日，福建臺灣省因《马关条约》被清政府割让予日本后台湾各地人民为抵抗日本接收统治而发起的战争。期间死伤的台湾各地平民人数相当多。其原因在于攻台日军于战情胶着时，对于有敌意或妨碍战事进行者，采取不分男女老幼无差别歼灭。经估计，在乙未战事进行期间，台湾受害平民最少在10万人以上[31]。
- 云林大屠杀：1896年6月，大日本帝国第二旅团对台湾云林平民进行大扫荡（报复性屠杀），焚毁村庄56处，纵火民房4925户。台湾日本综合研究所指出有6000人遇害，当时的云林支厅主记今村平藏日志《云烟瘴雨日志》记载一万余人遇害，近人刘枝万推估约三万余众[32]。
- 明治三陆地震：1896年6月15日，日本东北地区三陆外海发生地震灾难，是低角逆断层型的海沟型地震。明治三陆地震引发日本史上最具破坏力的海啸，地震震级估计高达ML8.2～8.5[33][34]，这次地震引起的大海啸也被认为是一次典型的地震海啸，震中在岩手县上闭伊郡釜石町（现在的釜石市）东方200千米。这次海啸摧毁了大约9,000栋住宅，造成至少21,900人死亡。
- 太原教案：1900年6月至8月，义和团针对基督徒和传教士的屠杀事件。中国内地会的刊物记载说，在山西省北部共有15,000到20,000名本地信徒被杀害[35]。
- 海兰泡惨案：1900年7月16日，八国联军之役期间，俄军于黑龙江海兰泡越境，悉数屠杀清民六千多人[36]。

### 战争与政治

#### 歐洲
- 拿破崙戰爭：法皇拿破崙一世在奧斯特里茲戰役後稱霸歐洲，使歐洲進入拿破崙時代。但在俄法戰爭中因補給不足和氣候問題戰敗，最終於滑鐵盧戰役中兵敗。
- 1814－1815維也納會議。
- 1818－1822會議制度，歐洲協調開始。
- 1821年希臘獨立戰爭，至1839年獲列強承認。
- 1825年，俄羅斯帝國爆發十二月黨人起義。
- 1830年，法國爆發七月革命 。
- 1840年，清朝爆發與英國爆發鴉片戰爭。
- 1848年欧洲革命、法蘭克福會議召開。
- 1848－1849年皮德蒙、教宗國、那不勒斯王國向奧地利宣戰。
- 1853－1856年，克里米亞戰爭。
- 1859年奧薩戰爭，皮德蒙取得倫巴第。
- 1864年普丹戰爭。
- 1866年普奧戰爭，奧地利解體為奧匈帝國。
- 1870－1871年普法戰爭、意大利完成統一。
- 1871年3月28日，无产阶级第一次在法国建立自己的政权——巴黎公社。
- 1871年德意志帝国在普鲁士的领导下产生，德國完成統一，簽訂法蘭克福和約，奪去阿爾薩斯、洛林。
- 1873年德國、俄國、奧匈帝國組成三皇同盟。
- 1877年俄土戰爭，簽訂聖斯提法諾條約。
- 1878年柏林會議。
- 1879年德國、奧匈帝國組成德奧同盟。
- 1882年德國、奧匈帝國、意大利組成三國同盟。
- 1887年德國、俄國簽訂再保條約。
- 1894年法國、俄國組成法俄同盟。
- 1899年，俄國主張召開海牙和平會議。

#### 亞洲
- 1840年至1842年中英鸦片战争，英国胜利，簽訂南京條約，失去香港島。
- 1850年中國發生太平天国起义。
- 1854年，日本、美國簽訂神奈川條約。
- 1857－1860年英法聯軍之役，英法胜利，签订天津条约、北京条约。
- 日本發生大政奉還，德川幕府結束。
- 1861年中國發生祺祥政變,又稱辛酉政變,開始了兩宮聽政。
- 1868年日本展開明治維新。
- 1884年中法戰爭，法国战术性胜利，签订中法新约。
- 1894－1895年中日甲午戰爭，日本胜利，簽訂馬關條約。
- 1898年中國展開戊戌變法。
- 1900年八國聯軍之役，八国联军胜利，签订辛丑条约。

#### 美洲
- 1861－1865年美國南北戰爭
- 1898年美西戰爭

#### 非洲
- 1898年法紹達事件

### 科学技术
- 火车的普及使交通运输大众化了。
- 工业化得到进一步的发展。大型企业，城市居民的集中使工人阶级成为一个不可忽视的力量。工会等组织开始出现。
- 电力工业开始出现。发电机，电动机，电灯，电报，无线电通讯相继问世。
- 许多化学元素被发现。化学工业开始出现。化学理论日益完善。
- 牛顿体系达到其完美的顶峰。电学和热学理论化。
- 达尔文发表进化论。

### 文化娱乐
- 19世纪的欧洲艺术领域先后出现浪漫主义和现实主义艺术思潮。

### 社會與經濟
- 再一次工業革命
- 社會帝國主義

### 疾病与医学
- 紅十字會成立：1859年，由於第二次意大利獨立戰爭（索爾弗利諾戰役）的殘酷，吸引了人道主義者成立紅十字會。

### 环境与自然资源
- 煤和钢铁是19世纪最重要的矿物。

### 宗教與哲學
- 自由主義
- 民族主義
- 新帝國主義
- 社會達爾文主義

## 19世纪年历
- 1801年：法案通過，大不列顛王國與愛爾蘭王國合併為大不列顛暨愛爾蘭聯合王國。
- 1802年：拿破崙成為終身第一執政。
- 1804年：5月18日，拿破崙稱帝，是為法蘭西第一帝國。公佈《拿破崙法典》。
- 1805年：白蓮教被清廷平定，確定不再滋事。奧斯特利茨戰役爆發，第三次反法同盟瓦解。
- 1806年：拿破崙撤銷神聖羅馬帝國，征服普魯士王國，將德意志地區改組為萊因邦聯。開始以大陸體系封鎖英國。
- 1807年：拿破崙在義大利由教宗加冕為義大利國王。
- 1808年：西班牙爆發內部動亂，拿破崙乘機入侵西班牙，半島戰爭開始。
- 1809年：拿破仑於瓦格拉姆之战擊敗奧地利帝國，第五次反法同盟瓦解。
- 1812年：拿破崙征俄並攻入莫斯科，因補給不足而大敗而歸。
- 1812年－1815年：美國欲奪取英國的加拿大殖民地，是為美英戰爭。
- 1813年：英國、俄國、普魯士和奧地利組成了第六次反法同盟，於萊比錫大敗法軍。中國發生癸酉之亂，但隨後平定。
- 1814年：盟軍攻入巴黎，拿破崙被迫退位，並被放逐於地中海上的小島厄爾巴島，仍保有皇帝稱號。路易十八回到法國，成為法國國王，波旁王朝復辟。維也納會議召開。巴拉圭獨立。
- 1815年：拿破崙從厄爾巴島返回法國，但旋即在滑鐵盧又被第七次反法同盟擊敗，史稱百日王朝。拿破崙被放逐於大西洋的聖赫勒拿島。波蘭再度被瓜分，由俄羅斯皇帝兼任波蘭國王。
- 1817年：智利獨立。
- 1820年：清朝嘉慶帝去世，道光帝繼位。
- 1821年：希臘獨立戰爭爆發。巴拿馬脫離西班牙統治歸併入哥倫比亞。拿破崙死於聖赫勒拿島。祕魯獨立。西班牙中美洲殖民地瓜地馬拉代都督加因薩宣佈危瓜馬拉獨立。此後中美洲各個西班牙殖民地相繼獨立。
- 1822年－1889年：葡萄牙王子佩德羅宣佈巴西脫離葡萄牙獨立，佩德羅任護國主。10月，佩德羅改稱皇帝，建立巴西帝國。
- 1823年：瓜地馬拉和薩爾瓦多脫離墨西哥獨立。美國總統門羅在國情咨文中發表《門羅宣言》，史稱門羅主義。墨西哥皇帝阿古斯丁退位，建立共和政府。
- 1824年：英國開始侵略緬甸。路易·布莱叶發明盲文。
- 1825年：8月，玻利維亞脫離西班牙獨立，至此美洲各重要殖民地均已獨立，拉丁美洲獨立戰爭結束。
- 1829年：英人喬治·史蒂芬生發明火箭號火車頭。
- 1830年：法國七月革命爆發。同年8月2日波旁王朝被推翻。8月9日自由派推舉也是波旁家族的路易腓力為法蘭西國王。 比利時趁機從荷蘭獨立。
- 1831年：馬志尼組青年意大利黨，進行革命活動。比利時建王國，以利奧波德一世為國王，實君主立憲。
- 1832年：6月，英國通過《議會改革法案》，裁撤部份衰退選區，增加新興城市選區，並擴大選舉權。是為第一次英國議會改革。 7月，鄂圖曼土耳其承認希臘獨立。
- 1834年：德意志關稅同盟的成立。
- 1837年：英女王維多利亞即位。
- 1838年－1848年：英國憲章運動。
- 1839年：清朝林則徐虎門銷煙。1839年倫敦條約，比利時王國獨立。路易·达盖尔發明照相機。
- 1840年：中英鴉片戰爭。英國首先使用郵票。
- 1842年：鴉片戰爭結束，清廷戰敗，簽訂南京條約，割香港為其殖民地。中國有志之士提出師夷長技以制夷
- 1844年：清廷與美國簽訂望廈條約
- 1845年：英國租借上海，為中國第一個租借地。
- 1846年－1848年：美墨戰爭。
- 1847年：非洲的賴比瑞亞宣布脫離美國獨立。
- 1848年：西西里爆發革命。美國加利福尼亞州發現金礦，引發掏金熱。馬克思和恩格斯共同發表共產黨宣言。法國二月革命爆發。路易腓力被迫退位，成立法蘭西第二共和國，拿破仑三世當選法國總統。法國入義大利鎮壓當地革命，自此駐軍羅馬。匈牙利及捷克人民起義。稱瑞士邦聯。
- 1849年：法蘭克福國民議會通過《德意志帝國憲法》，但最後仍失敗。
- 1850年：道光帝去世，咸豐帝繼位。
- 1851年：中國拜上帝會首領洪秀全起義反清，建立太平天國；。
- 1852年：11月，加富爾任薩丁尼亞王國首相。12月，路易拿破崙經男性公民普選，變更國體，稱帝為拿破崙三世，是為法蘭西第二帝國。中國捻亂起。
- 1853年：美國海軍船艦入日本東京灣，是為黑船事件。太平天國攻入南京，改為天京。夏爾·弗雷德里克·格哈特（英语：Charles Frédéric Gerhardt）成功合成阿斯匹靈。
- 1854年：日本與美國簽訂神奈川條約，開下田與箱館為通商口岸，並給予美國最惠國待遇。
- 1854年－1856年：克里米亞戰爭，以法英為首的聯盟成功阻止俄羅斯帝國對奥斯曼帝国的擴張。
- 1856年：簽訂巴黎和約，克里米亞戰爭結束。英、法各自以亞羅號事件、西林教案為由，發動英法聯軍侵略中國。
- 1858年：印度士兵叛變被英國鎮壓，莫臥兒帝國亡。英國東印度公司被撤銷。中英法天津條約、中俄璦琿條約。
- 1859年：達爾文出版物種起源。英、法以換約不成再度出兵中國，第二次英法聯軍爆發。
- 1860年：英法聯軍攻入北京，焚毀圓明園。中國與英法簽訂北京條約。俄羅斯亦趁機與清廷簽訂北京條約，中國割烏蘇里江以東之地。。林肯當選為美國總統，美國南方各奴隸州相繼脫離聯邦，另組美利堅邦聯。加里波底將取得的兩西西里王國贈與薩丁尼亞王國。中國開始自強運動。
- 1861年：俄國沙皇亞歷山大二世宣佈解放農奴、南北戰爭爆發。歐洲列強干預墨西哥戰爭。大清咸豐帝去世，同治帝繼位，慈禧太后發動辛酉政變，開始垂簾聽政。義大利王國建立。清廷與普魯士王國簽訂中德通商條約。
- 1862年：俾斯麥任普魯士王國首相。中國爆發同治陝甘回變，臺灣發生戴潮春事件。
- 1863年：1月，美總統林肯發表解放黑奴宣言。上海美租界和上海英租界合併為上海公共租界。
- 1864年：中國發生同治新疆回亂。紅十字會成立。第一條日內瓦公約簽定。巴斯德發明巴斯德消毒法。
- 1865年：5月，南北戰爭結束，合眾國重歸統一。
- 1866年：普奧戰爭，普勝，奧地利被剝奪德意志地區的領導權。薩奧戰爭，薩丁尼亞王國佔領威利西亞。清廷與比利時王國簽訂中比通商條約。
- 1867年：日本末代幕府將軍德川慶喜將政權交給明治天皇，史稱大政奉還，幕府時代結束。成立加拿大自治領，為英國自治領之始。美國自俄羅斯以720萬美元購置阿拉斯加。奧地利和匈牙利協議組成奧匈帝國。
- 1868年：明治天皇開始明治維新。
- 1869年：日本實施版籍奉還和廢藩置縣政策，以建立中央集權。蘇伊士運河開航。
- 1870年：普法戰爭爆發，法皇拿破崙三世於色當被俘。法國內部爆發革命，推翻第二帝國。義大利趁法國戰爭之際入軍羅馬，並遷都於此。教皇被迫屈居於梵蒂岡，義大利統一。
- 1871年：巴黎公社成立。法國成立第三共和。普法戰爭結束，法國割讓洛林及阿爾薩斯兩省。北德意志邦聯各邦與南德意志合併為德意志帝國，德意志終告統一。普魯士國王威廉一世改稱德意志皇帝。
- 1872年：日本修築第一條鐵路。
- 1873年：西班牙第一共和建立。德國ˋ奧匈帝國ˋ俄國結為同盟，是為三帝同盟。中國陝甘回變結束。
- 1875年：大清同治帝去世，光緒帝繼位。
- 1876年：貝爾發明電話。浩罕汗國首領阿古柏趁機入侵新疆，清廷派左宗棠收復新疆。
- 1877年：英國奉維多利亞女王為印度女皇，實仍派總督治理。5月，羅馬尼亞獨立。阿古柏猝死，其餘勢力被消滅，新疆收復成功。清廷平定回族叛亂。
- 1878年：柏林會議召開，以重新協調巴爾幹半島的秩序。
- 1879年：日本吞併琉球王國。德意志帝國、奧匈帝國組成德奧同盟。
- 1881年：清廷與俄羅斯帝國簽訂伊犁條約。
- 1882年：英國併吞埃及進入埃及英治時期。德、奧、意三國同盟。
- 1884年－1885年：柏林西非會議召開，歐洲列強各自劃分在非洲的勢力範圍。中法戰爭，法國取得越南為殖民地。
- 1885年－1888年：發生保加利亞危機。
- 1886年：可口可樂被發明。汽车于德国诞生。清廷與英國簽訂中英緬甸條約，承認英國併吞緬甸。
- 1887年：三帝同盟瓦解。德意志帝國與俄羅斯帝國簽訂再保險條約。清廷與葡萄牙簽訂中葡和好通商條約，澳門淪為葡萄牙殖民地。
- 1888年：第一次英國侵藏戰爭爆發。
- 1889年：大清光緒帝開始親政。2月，日本憲法生效。艾菲爾鐵塔落成。
- 1890年：第一次英國侵藏戰爭結束，清廷與英國簽訂中英藏印條約，承認英國為錫金王國的保護國。德皇威廉二世免俾斯麥的首相職。
- 1891年－1894年：俄羅斯帝國與法蘭西第三共和國組成法俄同盟。
- 1893年：清廷與英國簽訂中英藏印續約。
- 1894年：中日因朝鮮的東學黨問題爆發甲午戰爭。
- 1895年：中日簽訂馬關條約要求割讓遼東半島、臺灣島、澎湖群島，甲午戰爭結束。5月25日，臺灣乙未戰爭爆發，進入日屬台灣時期。諾貝爾獎设立。俄、德、法三國干涉還遼。卢米埃尔兄弟發明電影。
- 1896年：清廷、俄羅斯簽訂中俄密約。第一屆現代奧運於希臘雅典舉行。法國併吞馬達加斯加。
- 1897年：李氏朝鮮改國號為大韓帝國，進入短暫的大韓帝國時期。中國發生各國列強瓜分中國風潮越演越烈。日本租借蘇州。發生巨野教案，德國佔領膠州灣。
- 1898年：清廷、德國簽訂膠澳租借條約，租借膠州灣。清廷、俄羅斯簽訂旅大租地條約，租借旅順、大連。日本租借天津。清廷、英國簽訂訂租威海衛專條、展拓香港界址專條。美國為奪取西班牙的殖民地而發動美西戰爭，美國取得了西班牙的古巴、波多黎各、菲律賓、關島等地。居禮夫婦發現釙和鐳。清朝戊戌变法开始实施，后慈禧太后發動戊戌政變，戊戌变法失败。
- 1899年：清廷與法國簽訂廣州灣租界條約。美國發表對華門戶開放政策通牒。第一次海牙和平會議。中國發生義和團事件。
- 1900年：俄羅斯租借天津。佛洛依德出版夢的解析。德國駐華公使克林德被殺害，引發八國聯軍之役，發生庚子俄難。